# Carlos Cuarón
Pour les articles homonymes, voir Cuarón.
Carlos Cuarón, de son nom complet Carlos José Cuarón Orozco, est un scénariste, un réalisateur et un producteur de cinéma mexicain né le 2 octobre 1966 à Mexico (Mexique).

## Théâtre
- Llantas contra el pavimento
- Zapatos y alpargatas
- Puro y natural
- Coco Tuétano y la rebelión de las armas

## Filmographie

### Cinéma

#### Scénariste
- 1991 : Uniquement avec ton partenaire de Alfonso Cuarón (scénario)
- 1997 : Cuba mon amour (es) de Carlos Marcovich (Documentaire) (scénario)
- 2001 : Y tu mamá también de Alfonso Cuarón (scénario)
- 2003 : El misterio del Trinidad (es) de José Luis García Agraz (scénario)

#### Scénariste et réalisateur
- 1997 : Sístole diástole (court métrage)
- 2001 : Noche de bodas (court métrage)
- 2002 : Me la debes (court métrage)
- 2002 : Juego de niños (court métrage)
- 2005 : Ofelia (court métrage)
- 2008 : Rudo y Cursi
- 2010 : The Second Bakery Attack (court métrage)
- 2013 : Besos de Azúcar
- 2014 : El sandwich de Mariana (court métrage)
- 2015 : Vidas violentas
- 2020 : Amalgama

#### Producteur
- 2004 : The Assassination of Richard Nixon de Niels Mueller
- 2013 : Besos de Azúcar de lui-meme
- 2015 : Desierto de Jonás Cuarón

### Télévision
- 2006 : Poncho Balón (scénario, production)
- 1990 : El motel de la muerte (scénario)
- 1989-1990 : Hora Marcada (scénario, 5 épisodes)

## Distinctions

### Récompenses
- Prix Ariel 1992 : Meilleur histoire originale pour Uniquement avec ton partenaire, conjointement avec Alfonso Cuarón
- Festival de Venise 2001 : Osella d'or pour le meilleur scénario pour Y tu mamá también, conjointement avec Alfonso Cuarón

### Nominations
- Prix Ariel :
  - 1992 : Meilleur scénario pour Uniquement avec ton partenaire
  - 2004	: Meilleur scénario original pour El misterio del Trinidad (es)
  - 2009	: Meilleur premier film pour Rudo y Cursi
- Oscars du cinéma 2003 : Oscar du meilleur scénario original pour Y tu mamá también
- BAFTA 2003 : BAFA du meilleur scénario original pour Y tu mamá también